# Instituto Nacional de Estándares y Tecnología
El Instituto Nacional de Estándares y Tecnología (NIST por sus siglas en inglés, National Institute of Standards and Technology), llamada entre 1901 y 1988 Oficina Nacional de Normas (NBS por sus siglas del inglés National Bureau of Standards), es una agencia de la Administración de Tecnología del Departamento de Comercio de los Estados Unidos. La misión de este instituto es promover la innovación y la competencia industrial en Estados Unidos mediante avances en metrología, normas y tecnología de forma que mejoren la estabilidad económica.
Como parte de esta misión, los científicos e ingenieros del NIST continuamente refinan la ciencia de la medición (metrología) creando una ingeniería precisa y una manufacturación requerida para la mayoría de los avances tecnológicos actuales. También están directamente involucrados en el desarrollo y pruebas de normas hechos por el sector privado y agencias de gobierno. El NIST fue originalmente llamado Oficina Nacional de Normas (NBS por sus siglas en inglés), un nombre que tuvo desde 1901 hasta 1988. El progreso e innovación tecnológica de Estados Unidos dependen de las habilidades del NIST, especialmente si hablamos de cuatro áreas: biotecnología, nanotecnología, tecnologías de la información y fabricación avanzada.
El NIST tuvo un presupuesto del año fiscal 2006 de aproximadamente 930 millones de dólares, empleó cerca de 2800 científicos, ingenieros, técnicos y personal de administración y soporte. Cerca de 1800 asociados al NIST (investigadores e ingenieros invitados de compañías estadounidenses y extranjeras) complementaban el personal. Además de 1400 especialistas en manufactura como socios y cerca de 350 centros afiliados en todo el país.
En representación de Estados Unidos, participa en el Sistema Interamericano de Metrología.
El Marco de Ciberseguridad del NIST se estableció para gestionar los riesgos de ciberseguridad dentro de las organizaciones. Está diseñado deliberadamente para ser expansivo y adaptable. Esencialmente, ofrece una perspectiva de alto nivel sobre cómo las organizaciones deberían abordar la gestión de riesgos de ciberseguridad, permitiendo a las empresas individuales determinar los detalles de la implementación del marco.

## Instalaciones
La sede del NIST está ubicada en Gaithersburg, Maryland; también tiene laboratorios en Boulder, Colorado. Cuenta con cuatro grandes programas con los cuales ayuda a la industria estadounidense: los Laboratorios del NIST (física, tecnologías de la información, ciencia y tecnología químicas, ingeniería eléctrica y electrónica, ciencia e ingeniería material, ingeniería manufacturera, e investigación en la construcción e incendios); la Sociedad de Extensión Manufacturera de Hollings (Hollings Manufacturing Extension Partnership (HMEP)), una red nacional de centros de asistencia a pequeños fabricantes; el Programa de Tecnología Avanzada (ATP: Advanced Technology Program), un programa de concesiones donde el NIST y las industrias asociadas comparten el desarrollo de innovadoras pero arriesgadas tecnologías en su etapa temprana; y el programa nacional de Premios de Calidad Malcolm Baldrige (Malcolm Baldrige National Quality Award), el mayor premio a nivel nación para la excelencia y calidad de los negocios.
Los Laboratorios del NIST el Boulder son mejor conocidos como NIST-F1, un reloj que comparte la distinción de ser el reloj atómico más preciso del mundo junto a uno similar en París, Francia. El NIST-F1 sirve como fuente para la hora oficial de Estados Unidos; de su precisión basada en la frecuencia de resonancia natural del cesio --usado para definir el segundo-- se basa el NIST para transmitir señales para estación de radio de onda larga llamadas WWVB en Fort Collins, Colorado, y de onda corta llamadas WWV y WWVH localizadas en Fort Collins y Kekaha, Hawái respectivamente.
El NIST administra algunas de las mundialmente mejores instalaciones de especialización en medidas --incluyendo la sede de un Centro de Investigación sobre Neutrones del mismo NIST donde se hacen investigaciones a fondo sobre nuevos materiales, avanzadas células combustibles y biotecnología.
El Laboratorio Avanzado de Medición (AML: Advanced Measurement Laboratory) del NIST está entre las instalaciones más avanzadas técnicamente de su clase en el mundo. El LAM ofrece oportunidades a investigadores americanos para mantener las medidas más precisas y fiables; de esto depende la calidad de las nuevas tecnologías más pequeñas y complejas.
Basado en el LAM, está el Centro para Ciencia y Tecnología Nanoescalar ( CNST en inglés) cuyo primer objetivo es establecer las bases necesarias para traducir grandes ofertas anticipadas de nanotecnología en una realidad--- manufacturable, productos en el mercado. Para lograr esta meta, el centro converge y combina los diversos conocimientos y capacidades del NIST, industria, academia y otras agencias de gobierno para dar soporte a todas las fases del desarrollo de la nanotecnología. El CNST caracteriza una Instalación de Nanofabricación (nanofab). El "cuarto de depuración" está equipado con una serie de herramientas para testear y caracterizar prototipos de inventos y materiales nanoescalares. Estos instrumentos estarán disponibles para colaboradores y usuarios externos a través de proposiciones.

## Medidas y normas
Como parte de esta misión el NIST provee a industrias, academias, gobiernos y otros usuarios con cerca de 1300 Materiales de Referencia de Patrones de la más alta calidad y valor metrológico; estos artefactos están equipados con contenido y características específicas haciéndolos más valiosos como patrones de calibración para equipos y procedimientos de medición, bases de referencia de control de calidad para procesos industriales y ejemplos de control experimental para toda clase de laboratorios. Por ejemplo, los Materiales de Referencia de Patrones para el sector manufacturero de alimentos incluyen (representado en dólares):
- Comida (MRE 1548a, $624)
- Leche en polvo deslactosada (MRE 1549, $318, 100 g)
- Tejido fijo de ostra (MRE 1566b, $540, 25 g)
- Harina de trigo (MRE 1567a, $418, 80 g)
- Harina de arroz (MRE 1568a, $390, 80 gr
- Hígado de oveja (MRE 1577b, $261, 50 g)
- Hojas de tomate (MRE 1573A, $332.00, 50 g)
- Agua natural (MRE 1640, $198.00, 250 mL)
- Mantequilla de maní (MRE 2387, $501, tres 6 oz (170 g) jars)

## Seguridad Nacional
El NIST se encuentra actualmente desarrollando normas para las tarjetas de identificación del gobierno para empleados federales y contratistas con el fin de prevenir el acceso a personal no autorizado a los edificios y sistemas de cómputo del gobierno.
Investigaciones recientes han indicado que el NIST tiene la capacidad de dar forma a estándares de ciberseguridad para empresas de infraestructura y el sector privado, especialmente dado que los estándares de ciberseguridad aún no se han definido. Las investigaciones también han demostrado el potencial del NIST para tener un impacto internacional en la ciberseguridad más allá de los Estados Unidos, lo que podría crear un mejor estándar y ayudar a las empresas que operan a través de fronteras, y conducir a una mayor paz cibernética.

## La Caída del World Trade Center
En 2002 el National Construction Safety Team Act encomendó al NIST llevar a cabo una investigación sobre el colapso del World Trade Center, así como del edificio de 47 plantas n.º 7, el World Trade Center 7. La investigación cubrió tres aspectos, incluyendo una investigación técnica sobre la edificación y el control de incendios para estudiar los factores que pudieran contribuir a la causa del colapso de las torres del WTC. El NIST también estableció una investigación y desarrollo de programas para proveer bases técnicas para la mejora de normas y prácticas de edificación y códigos de incendios, y un programa de difusión y asistencia técnica para que las empresas líderes en construcción lleven a la práctica los cambios, las normas y los códigos propuestos. El NIST también provee orientación práctica y herramientas para una mejor preparación de los propietarios de las instalaciones, contratistas, arquitectos, ingenieros, encargados de seguridad y autoridades reguladoras, para responder a futuros desastres. La porción de la investigación del plan de respuesta estaba programado para concluir apenas entrara en 2007 con el lanzamiento del informe final del World Trade Center 7. El informe final en las Torres WTC (incluyendo 30 recomendaciones para mejorar la seguridad en edificios y ocupantes) fue lanzado el 26 de octubre de 2005.

## Personal
Tres investigadores del NIST obtuvieron Premios Nobel por sus trabajos en física: William D. Phillips en 1997, Eric A. Cornell en 2001 y John L. Hall en 2005. Otros agentes notables que trabajaron en el NIST son:
- Lyman James Briggs
- John W. Cahn
- Keith Codling
- Ronald Colle
- Hugh L. Dryden
- Ugo Fano
- Douglas Hartree
- Cornelius Lanczos
- Theodore Madey
- Frank W. J. Olver
- Ward Plummer
- Jacob Rabinow
- Bobby Lax

## Directores
- Samuel W. Stratton, 1901–1922
- George K. Burgess, 1923–1932
- Lyman J. Briggs, 1932–1945
- Edward U. Condon, 1945–1951
- Allen V. Astin, 1951–1969
- Lewis M. Branscomb, 1969–1972
- Richard W. Roberts, 1973–1975
- Ernest Ambler, 1975–1989
- John W. Lyons, 1990–1993
- Arati Prabhakar, 1993–1997
- Raymond G. Kammer, 1997–2000
- Karen Brown (acting), 2000–2001
- Arden L. Bement, Jr., 2001–2004
- Hratch Semerjian (acting), 2004–2005
- William Jeffrey, 2005–2007
- James Turner (acting), 2007–2008
- Patrick D. Gallagher, 2008–2014
- Willie E. May,[3] 2014–presente